# Enron
 (août 2022).
Si vous disposez d'ouvrages ou d'articles de référence ou si vous connaissez des sites web de qualité traitant du thème abordé ici, merci de compléter l'article en donnant les références utiles à sa vérifiabilité et en les liant à la section « Notes et références ».
Enron était une entreprise américaine du secteur de l'énergie, qui fut l'une des plus importantes entreprises américaines par sa capitalisation boursière.
Outre ses activités initiales dans le gaz naturel, Enron avait monté un système de courtage par lequel elle achetait et revendait de l'électricité, notamment au réseau des distributeurs de courant de l'État de Californie.
En décembre 2001, elle fit faillite de manière retentissante, en raison de pertes occasionnées par ses opérations spéculatives sur le marché de l'électricité, qui avaient été maquillées en bénéfices via des manipulations comptables.
Cette faillite entraîna dans son sillage celle d'Arthur Andersen, qui auditait ses comptes, et fut à l'origine de nouvelles lois et normes dans les domaines de la finance et de la comptabilité.
Le scandale Enron est devenu un important symbole des dérives du capitalisme américain des années 1990.

## Histoire

### Création de la société
En 1984, Kenneth Lay, 42 ans, prend la tête de la Houston Natural Gas, un petit distributeur texan de gaz. Il est l'ancien sous-secrétaire à l'Énergie dans l'administration Reagan et est très lié à la famille Bush qui a fait des affaires dans le pétrole, et à Dick Cheney, lui aussi patron dans le milieu pétrolier.
En juillet 1985, Enron nait de la fusion de Houston Natural Gas et de la Internorth of Omaha.
Son nom fut d'abord Enteron, composé de En pour Energy, de on de Houston et de ter pour la phonétique. Néanmoins, ce mot veut dire « intestin » en anglais scientifique : les lettres t et e seront ôtées pour conserver Enron[réf. souhaitée].
Quand l'entreprise démarra ses activités, elle était à la tête d'un réseau de gazoducs important. Son business model restait traditionnel : production et transport de gaz, ainsi que la vente, essentiellement sur les marchés de gros, dont il devient le leader avec 15 % du marché.

### Développement et diversification

#### Dans les activités de production et de transport d'énergie
Enron multiplie les prises de participation dans les sociétés de pipelines aux États-Unis, en Europe, en Asie et en Amérique du Sud. Les activités de trading sont déjà présentes, avec des instruments de couverture contre les risques de fluctuation des cours du pétrole et de gaz.
En 1988, elle se développe à Londres pour capter les contrats de fourniture gazières résultant de la privatisation des services publics britanniques.
La même année, elle lance la "Gas Bank", une chambre de compensation pour le commerce du gaz, chargée du montage financier des projets d'investissements gaziers, qui préfigure son business model à venir.

#### Dans le courtage d'énergie
Au tournant des années 1990 et avec l'arrivée de Jeffrey Skilling, ancien consultant de McKinsey, Enron entend profiter de la libéralisation du marché de l'énergie aux États-Unis et adopte un nouveau business model autour du courtage de l'énergie.
Enron offre, grâce à la Gas Bank, des produits financiers dérivés comme des swaps, options, ... à ses clients : elle couvre des risques technologiques (accidents), économiques (fluctuations de cours), politiques (risque-pays), financiers (variations de taux d'intérêt, de taux de change...). Enron fait ainsi appel à des techniques d'ingénierie financière, considérant « le gaz naturel ou l'électricité comme des produits financiers ».
Enron est la contrepartie de toutes les transactions.
La détention des actifs (infrastructures énergétiques) devient alors secondaire dans le business d'Enron et lui permet de faire se rencontrer l'offre et la demande si besoin. Le business des pipelines devient un business de trading.

#### Matières premières, réseaux de télécommunications...
En 1993, elle se lance dans le commerce de l'électricité. Puis elle entreprend une diversification en élargissant son marché à d'autres matières premières et offre des dérivés sur un grand nombre de sous-jacents.
En 1996, elle se lance sur le Nord Pool, bourse de l'électricité des pays scandinaves.
Cette politique sera suivie en 1999 par le lancement du site EnronOnline, une plate-forme de trading où seront négociés jusqu'à 2 100 produits.
Parmi les nouveaux produits lancés par Enron, on trouve :
- Enron Broadband : une plate-forme de négoce pour la bande passante[5].
- Azurix : une société gérant des infrastructures de distribution d'eau[3], dont le but était de reproduire le modèle de la "Gas Bank" pour l'eau.
- des dérivés climatiques développés et commercialisés par Enron au milieu des années 1990.

Ce développement se fit sous la tutelle du sénateur texan Phil Gramm, dont l'épouse était présidente de la Commodity Futures Trading Commission (CFTC, l'organe de contrôle des produits financiers dérivés, en particulier pour les matières premières). Plus largement, Enron était très active dans le domaine du lobbying, finançait certains partis politiques, et aurait réussi à influencer en sa faveur plusieurs lois et réglementations,.
Une vaste campagne de communication fut également lancée auprès des consommateurs, notamment pour les persuader qu'une dérégulation du marché (cf. déréglementation) réduirait leur facture de 43 %.

### Succès
Enron a longtemps été considérée comme un modèle d'innovation et de croissance aux Etats-Unis. De 1990 à 1999, elle affiche un chiffre d'affaires et des résultats en progression de plus de 20% par an. Elle sert de modèle aux entreprises de la nouvelle économie qui profitent de l'essor d'Internet. Sa capitalisation boursière passe de 10 à 100 milliards de dollars et Enron est, à un moment, la septième entreprise la plus importante des Etats-Unis par ce critère.
Sa croissance a été liée à un ensemble de facteurs exogènes ou endogènes : 
- Enron a d'abord profité de la priorité donnée au gaz naturel par l'administration fédérale américaine, face au pétrole largement contrôlé par l'OPEP
- Elle a ensuite bénéficié de la dérégulation des marchés nationaux de commodités aux Etats-Unis
- Elle a enfin profité du développement d'Internet en dématérialisant ses activités de courtage via des plates-formes de marchés en ligne
- Enron a opté pour une stratégie à hauts risques et haut rendement, avec de nombreuses acquisitions et investissements, et une diversification très rapide de ses activités.

Le magazine Fortune décerne à Enron le titre "d'entreprise la plus innovante des États-Unis" six années de suite.
Elle a aussi redynamisé Houston, la ville où elle est basée, qui avait été sinistrée par les deux chocs pétroliers.

### Culture d'entreprise
Enron avait développé une culture d'entreprise très agressive et portée sur la prise de risque, souvent qualifiée d'arrogante,. Sa politique de ressources humaines consistait à recruter des cadres à haut potentiel issus des meilleures universités américaines et baignant dans la culture élitiste, ainsi que des traders expérimentés. Elle les rémunérait bien mieux que ne le faisait la concurrence.
La culture d'Enron valorisait plus que tout le reste la croissance et la performance financière, assortie de sanctions en cas d'échecs. Les salariés étaient mis sous tension par un système de notation, les plus mal notés étant limogés, inspiré du modèle de Jack Welch de General Electric,.

### Controverses avant le scandale
En janvier 1999, Human Rights Watch accuse Enron de complicité dans de « graves violations » des droits de l’homme en Inde. La centrale de Dabhol, détenue à 50 % par Enron, « emploie des forces de sécurité qui agressent régulièrement les personnes qui manifestent pacifiquement contre la centrale », écrit l'organisation, qui accuse les gouvernements indien et américain de tolérer ces pratiques.

## Le scandale Enron

### Fraudes et manipulations
En interne, Enron créa plus de 3 000 sociétés offshores. Le but premier de ces sociétés était de permettre à des investisseurs de cofinancer des infrastructures longues à rentabiliser grâce à la titrisation. Ces sociétés permettaient aussi d'externaliser certains risques importants de la société mère pour éviter de la mettre en péril.
Enron utilisait largement ce type de sociétés non consolidées dans ces buts et par la suite pour sortir des actifs ou des passifs du bilan. Ces sociétés, dont les sièges sociaux étaient installés dans les îles Caïmans, les Bermudes ou les Bahamas, rendaient ainsi le bilan plus "présentable". Toutefois, de succinctes informations sur ces filiales étaient indiquées dans des notes en bas de page des documents d'information financière.
L'entreprise poursuivait simultanément une politique de communication agressive. « Je crois en Dieu et je crois dans le marché », déclare Kenneth Lay, le charismatique président de Enron. Il envoya aux salariés un courrier leur annonçant qu'il pensait que le cours de l'action gagnerait 800 % avant l'année 2010.

### Exemple de montage financier d'Enron
L'objectif est de permettre à Enron d'emprunter de l'argent sans que cela apparaisse dans ses comptes. L'opération implique trois acteurs : Enron, une filiale offshore d'Enron (comme Jedi, LJM ou Mahonia) et une banque (appelons-la banque A). Tous sont complices du montage. L'opération est ici largement simplifiée.
D'abord la filiale vend pour un million de dollars de gaz à la banque A. La filiale, contrôlée par Enron, reçoit alors un million de dollars de la part de la banque A (un contrat de livraison de gaz est signé, mais cette livraison n'a pas lieu ; seul son paiement est effectué). Enron vend ensuite pour un million de dollars de gaz à sa filiale. Enron reçoit donc un million de dollars de cette dernière. Enfin Enron achète à la banque A pour un million cinquante mille dollars de gaz, et paie en plusieurs fois. La banque A recevra, au terme du processus, un million cinquante mille dollars (les cinquante mille dollars sont, en réalité, des intérêts).
Quel est le résultat ? L'opération équivaut pour Enron à contracter un prêt d'un million de dollars auprès de la banque A et le rembourser progressivement avec des intérêts. Mais cela apparaît dans les comptes comme une opération commerciale, et permet à Enron de se surendetter sans éveiller les soupçons.
D'autre part, sur les résultats comptables, Jeff Skilling demanda, comme condition à sa prise de la direction, de tenir une comptabilité sur la base des prix du marché et non pas sur des valeurs historiques, ce que le cabinet Arthur Andersen accepta. Il faut savoir qu'aucune pratique ne réglemente encore le nouveau business model d'Enron. Cette méthode de comptabilité à la valeur du marché qui est la règle dans le domaine de la finance est appliquée pour la première fois hors de ce milieu.
Cela permet d'inscrire en comptabilité non pas les bénéfices réels, mais les bénéfices à la valeur du cours du gaz au jour de la signature du contrat.

### La révélation des fraudes et l'effondrement de l'entreprise
En 2000-2001, les actions Enron baissent fortement dans le sillage de l'explosion de la bulle Internet. Comme ces actions servent de garantie à de nombreux montages financiers réalisés entre Enron et les banques, celles-ci demandent le remboursement de ces emprunts camouflés qui, dès lors, réapparaissent dans le bilan d'Enron.
Le 20 août 2001, son PDG, Kenneth Lay, déclare à Business Week: « La société est probablement dans sa meilleure forme, la meilleure qu'elle ait jamais eue. » Il a pourtant vendu toutes ses actions Enron depuis six mois, empochant au passage une dizaine de millions de dollars de profit net.
Le 9 octobre 2001, Goldman Sachs qualifie Enron de « best of the best ».
Le 29 octobre 2001, le PDG d'Enron joint le secrétaire au Commerce Donald Evans pour lui demander s'il peut influencer l'agence de cotation Moody's qui a dégradé la note de la dette à long terme de sa société. Evans estime qu'il ne peut intervenir.
Le 31 octobre 2001, la SEC (le gendarme de la bourse américaine) ouvre une enquête.
Le 2 décembre 2001, la multinationale se déclare en faillite ; le cours de l'action chute à 1 dollar en quelques mois. En un an, sa valeur boursière a été divisée par 350. Environ 20 000 salariés sont immédiatement licenciés, tandis que des centaines de milliers de petits épargnants perdent l'essentiel de leur capital-retraite, car celui-ci était constitué principalement de parts dans l'entreprise (environ les deux tiers des actifs boursiers d'Enron étaient détenus par des fonds de pension ou des fonds de mutuelles)[réf. nécessaire].
Des procédures pénales sont ouvertes contre les anciens dirigeants de l'entreprise : le trésorier, Ben Glisan fut condamné à cinq ans de prison. Le directeur financier, Andrew Fastow, à dix ans (son épouse, Lea, fut elle aussi condamnée pour avoir aidé à masquer les comptes).
Le 25 mai 2006, Kenneth Lay, 64 ans, est reconnu coupable de six chefs d'accusation, dont la fraude et le complot ; mais il décède d'un infarctus le 6 juillet avant de commencer à purger sa peine. L'ancien numéro deux d'Enron, Jeffrey Skilling est également reconnu coupable de 19 des 28 accusations, dont fraude, complot, fausses déclarations et délit d'initié et condamné à vingt-quatre ans et quatre mois de prison le 23 octobre 2006. La Cour suprême des États-Unis décide le 24 juin 2010 d'annuler la condamnation de Jeffrey Skilling, ancien PDG d'Enron, pour manquement à ses « obligations morales » lors de la faillite de la société en 2001. Le 21 juin 2013, sa peine initiale de 24 ans de détention est ramenée à 14 années.
Les anciens partenaires de l'entreprise sont également inquiétés par les poursuites judiciaires, notamment : le cabinet Arthur Andersen, qui est démantelé en 2002 à la suite de la faillite d'Enron, Citigroup, JP Morgan, Merrill Lynch, Deutsche Bank, la CIBC, et la banque Barclays.

### NatWest
David Birmingham, Giles Darby et Gary Mulgrew, trois anciens banquiers britanniques de la banque Greenwich NatWest - accusés par la justice des États-Unis de transactions frauduleuses liées à l'affaire Enron - ont été extradés de leur pays le 13 juillet 2006. Un quatrième banquier, Neil Coulbeck, s'est suicidé.